# Kazimierz Kuźmiński
Kazimierz Kuźmiński (ur. 12 grudnia 1907 w Zamościu, zm. 4 stycznia 1989 w Ostrowie Wielkopolskim) – kapitan piechoty Wojska Polskiego.

## Życiorys
Urodził się 12 grudnia 1907 r. w Zamościu w rodzinie urzędniczej. Dzieciństwo spędził w Wieluniu, gdzie w roku 1926 zdał maturę. W latach 1926–1929 uczęszczał do szkoły oficerskiej a następnie był oficerem zawodowym w 60 Pułku Piechoty Wielkopolskiej w Ostrowie Wlkp. Pełnił kolejno funkcje: dowódcy plutonu, dowódcy kompanii, adiutanta pułku, dowódcy szkoły podoficerskiej.
W kampanii wrześniowej 1939 roku był dowódcą 7 kompanii strzeleckiej 60 Pułku Piechoty Wielkopolskiej. Walczył w bitwie nad Bzurą. 18 września 1939 roku dostał się do niemieckiej niewoli. W niewoli przebywał do wiosny 1945 roku. 23 września 1945 roku spisał relację z kampanii wrześniowej. Pełnił wówczas służbę w V baonie II Zgrupowania Oficerskiego w miejscowości Curau koło Lubeki. Po powrocie do kraju pracował jako księgowy. Zmarł 4 stycznia 1989 roku w Ostrowie Wlkp. Pochowany został w Wieluniu.
Był odznaczony Orderem Virtuti Militari oraz Krzyżem Walecznych. 